# Cyrtonota lateralis
Cyrtonota lateralis is een keversoort uit de familie bladkevers (Chrysomelidae). De wetenschappelijke naam van de soort werd in 1758 als Cassida lateralis gepubliceerd door Carl Linnaeus.